# Gornja Germanija
Gornja Germanija (lat. Germania Superior) bila je provincija Rimskog Carstva čije je područje okvirno obuhvaćalo lijevu obalu gornjeg toka rijeke Rajne (uzvodno od Donje Germanije). Na njenom području se danas nalaze zapadna Švicarska, francuska Jura i Alsace, te jugozapadna Njemačka. Glavni gradovi su bili današnji Besançon (Besontio), Strasbourg (Argentoratum), Wiesbaden (Aquae Mattiacae) te upravno središte Mainz (Moguntiacum). Predstavljala je područje Srednje Rajne, a na jugoistoku se graničila s Limes Germanicusom i alpskom provincijom Raetia.

## Vanjske poveznice
- The Fleets and Roman Border Policy
- LIMES GERMANIAE SUPERIORIS Germany.